# Rusa II
Rusa II (fl. VII secolo a.C.) è stato un re di Urartu. Regnò all'incirca dal 678 al 645 a.C.
Figlio e successore di Argishti II, fu l'ultimo importante re di Urartu, riuscendo a recuperare antiche zone d'influenza a scapito dell'Assiria e riprendendosi dalla grave sconfitta subita dal nonno Rusa I. Si adoperò per migliorare i rapporti con l'Assiria, inviando un'ambasciata a Ninive prima di Assurbanipal. Costruì una nuova capitale a Rushahinili e intraprese grandi lavori di irrigazione e di costruzione, soprattutto nella regione transcaucasica.
Sviluppò l'allevamento del bestiame e l'agricoltura. Durante il suo regno, Urartu fu una delle grandi potenze dell'epoca. Costruì imponenti fortezze a Toprakkale vicino a Van, Karmir-Blur e Bastam, siti che oggi sono le principali fonti di conoscenza sulla cultura degli Urartei.
Durante il suo regno e quello del suo predecessore, la crescente agitazione dei Cimmeri e degli Sciti suscitò grave preoccupazione, preludio alle future invasioni che avrebbero distrutto il regno all'inizio del secolo successivo. Sia Argishti II che Rusa II si impegnarono a contenere l'avanzata cimmera.
Ebbe un figlio, Sarduri III, che gli succedette.